# Magna Steyr

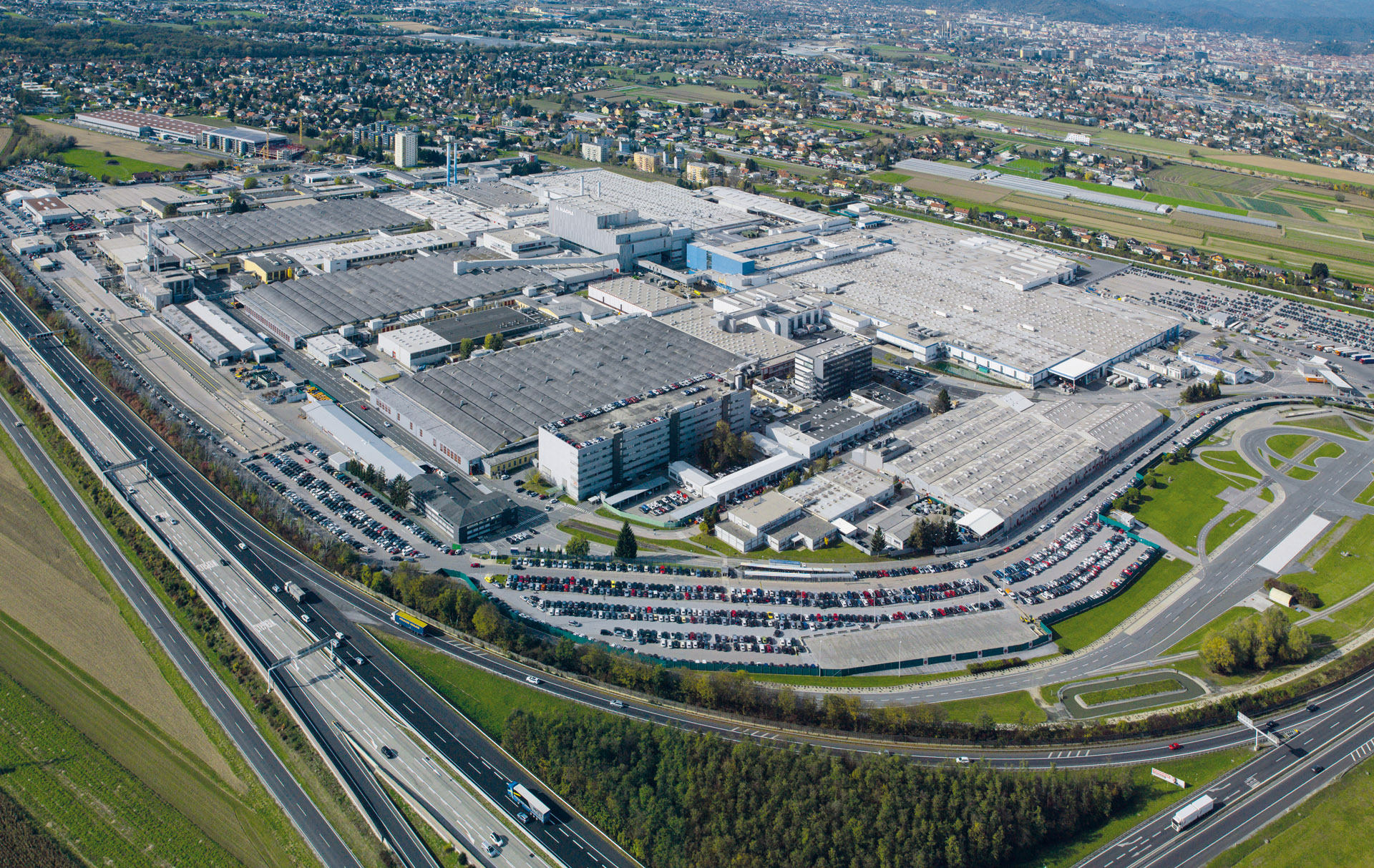
Luftaufnahme Magna Steyr Werk in Graz

Die Magna Steyr Fahrzeugtechnik ist ein österreichischer Automobilhersteller, dessen Zentrale und auch gleichzeitig größter Produktionsstandort Graz ist. Magna Steyr ist eine Tochtergesellschaft des austro-kanadischen Automobilzuliefererkonzerns Magna International und entstand im Jahr 2011 aus der Fusion von Magna Europe und Teilen des früheren Industriekonglomerates Steyr-Daimler-Puch.

## Aktivitäten

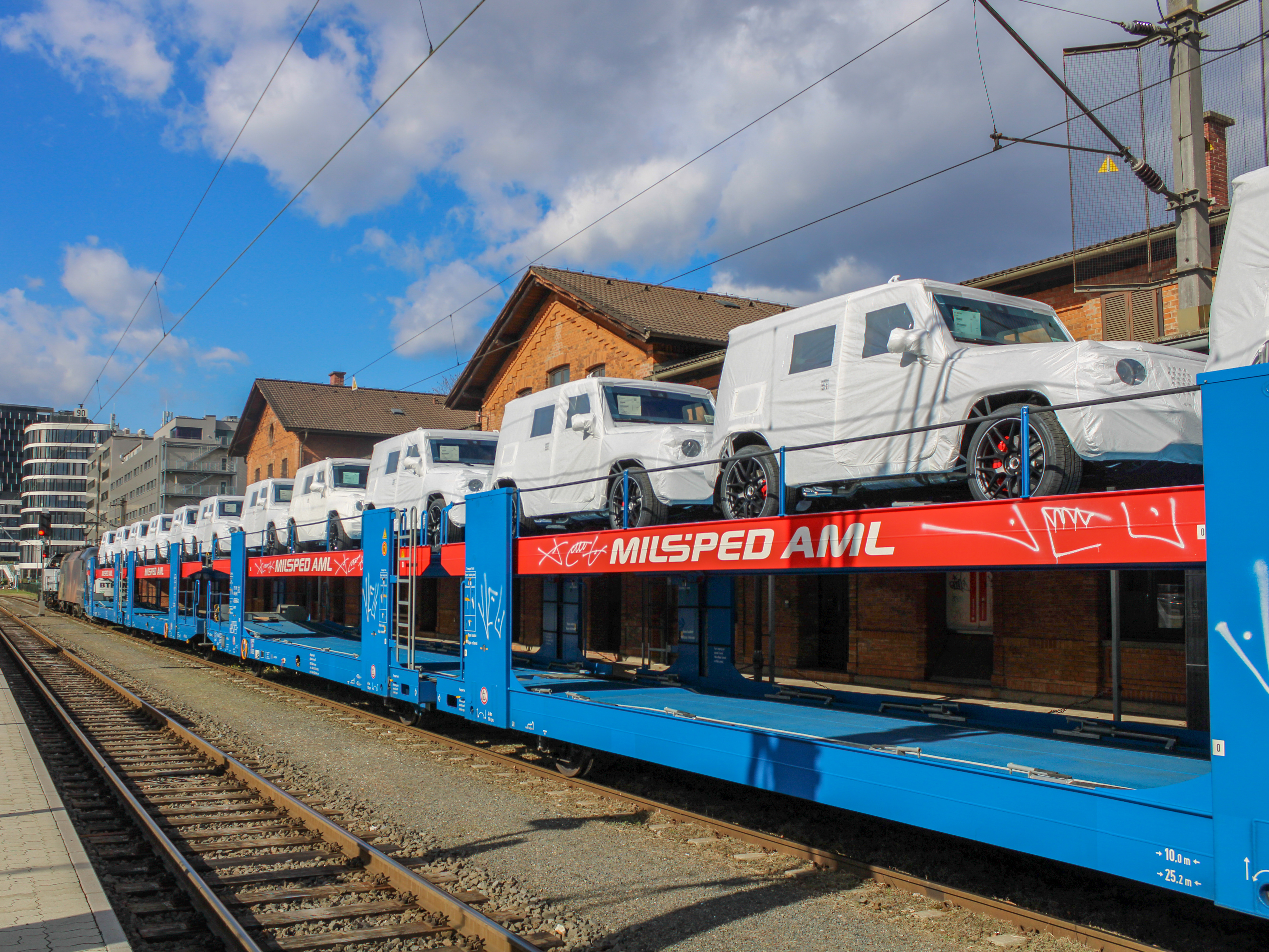
Mercedes G-Klassen bei der Auslieferung per Bahn.

Magna Steyr entwickelt und produziert ausschließlich Fahrzeuge im Auftrag anderer Hersteller. Zu den Abnehmern gehören aktuell Mercedes-Benz, BMW und Toyota.
Auf der IAA 2005 präsentierte Magna Steyr mit dem Konzeptauto MILA einen einsitzigen, erdgasbetriebenen Sportwagen. 2015 wurde mit dem MILA Plus das achte Fahrzeug der MILA-Family am Genfer Automobilsalon präsentiert. 2020 präsentierte Sony das erste Sony Concept Car, den Sony Vision-S, das in Zusammenarbeit mit Magna Steyr entwickelt und gebaut wurde.

## Produzierte Fahrzeuge

### Aktuell
- Mercedes-Benz G-Klasse, W465, seit 2024
- BMW Z4 (G29), seit 2018[7]
- Toyota GR Supra, seit 2019[8]

### Geschichte
- Voiturette, 1906
- Alpenwagen, 1919
- Puch 500 / 650 / 700c / 126, 1957–1975
- Haflinger, 1959–1974
- Pinzgauer, 1971–2000
- VW Transporter T3 Syncro, 1984–1992
- Bitter SC, 1983–1989
- VW Golf Country, 1990–1991
- Audi V8L   1990–1994
- Jeep Grand Cherokee ZG, WG, WJ, 1994–2004
- Mercedes-Benz M-Klasse W 163, 1999–2002
- Mercedes-Benz E-Klasse W 210, 1996–2002 (Allradmodelle)
- Mercedes-Benz E-Klasse W 211, 2003–2006 (Allradmodelle)
- Saab 9-3 Cabriolet, 2003–2009
- BMW X3,  2003–2010
- Jeep Grand Cherokee WH, 2005–2010
- Chrysler 300 C, 2005–2010
- Jeep Commander, 2006–2010
- Chrysler Voyager, 2001–2007
- Aston Martin Rapide, 2009–2012
- Lackierte Aluminiumkarosserie Mercedes-Benz SLS AMG, 2009–2014
- Peugeot RCZ, 2010–2015
- MINI Countryman, 2010–2016
- MINI Paceman, 2012–2016
- Mercedes-Benz G-Klasse, W 460, W 461, W 462, W 463, G, 1979–2024
- BMW 5er Reihe (G30), 2017–2023
- Fisker Ocean 2022–2024[9]
- Jaguar E-Pace, 2017–2024
- Jaguar I-Pace, 2018–2024[10]

## Kooperationen
Magna Steyr ist Mitglied der österreichischen Plattform Industrie 4.0. Mit Christoph Krammer ist Magna Steyr auch im Vorstand der Plattform vertreten.